# Ação, Intervenção
Acção, Intervenção é um documentário português de longa-metragem da autoria da cooperativa Cinequanon. É um filme colectivo, no espírito do PREC, como outros do seu género, que marcaram a cinematografia da época: a prática do cinema militante.

## Sinopse
Trata-se de um filme de montagem recorrendo a uma série de materiais de arquivo de vários eventos entretanto filmados:
- O golpe de 25 de Novembro de 1975
  - a Escola Prática de Artilharia de Santarém à entrada de Lisboa
  - cenas de rua e nos quartéis

- A greve da construção civil em Setúbal e em S. Bento

- A grande manifestação unitária em 20 de Novembro de 1975

- O Dia do Campo no Mercado das Cebolas, em Janeiro de 1976

- A manifestação de 20 de Janeiro de 1976